# Nehrungsmundart
Die Nehrungsmundart ist ein Dialekt des Niederpreußischen auf der Frischen Nehrung im heutigen Polen. Wie alle dortigen deutschen Dialekte ist die Mundart moribund.

## Einordnung
Der Dialekt nahm eine Sonderstellung innerhalb des Deutschen ein. Der schmale Nehrungstreifen bildete ein Reliktgebiet vieler sprachlicher Merkmale. Die Danziger Verkehrssprache drängte die altertümlichen Formen bis in die Mitte der Nehrung zurück.
Einige Merkmale der Nehrungsmundart spiegeln sich im Unterschied zwischen den russlanddeutschen Dialekten Altkolonistisch der Kolonie Chortitza und dem Neukolonistischen der Kolonie Molotschna.

## Merkmale
Auf der Frischen Nehrung von Narmeln bis Bodenwinkel wurde westgermanisch aww zu aif oder aiw, so haiwen (hauen), daiwen (tauen), draiwen (drohen), jenaif (genau), blaif (blau). Kurzes a in geschlossener Silbe hat sich zu au entwickelt: maun (Mann), daut (dass). Auch in Danzig selbst wurde im 19. Jahrhundert der Name der Stadt Daunzich ausgesprochen. Weiterhin wurde westgermanisches ō im Osten der Nehrung zu eō, im Westen zu ōe. Auch eine leichte Palatisierung von k zu kj findet sich teils, so in der Diminutiv-Endung ke, die auf der östlichen Nehrung zu kje wird.